# Liebesinsel (Templiner Stadtsee)

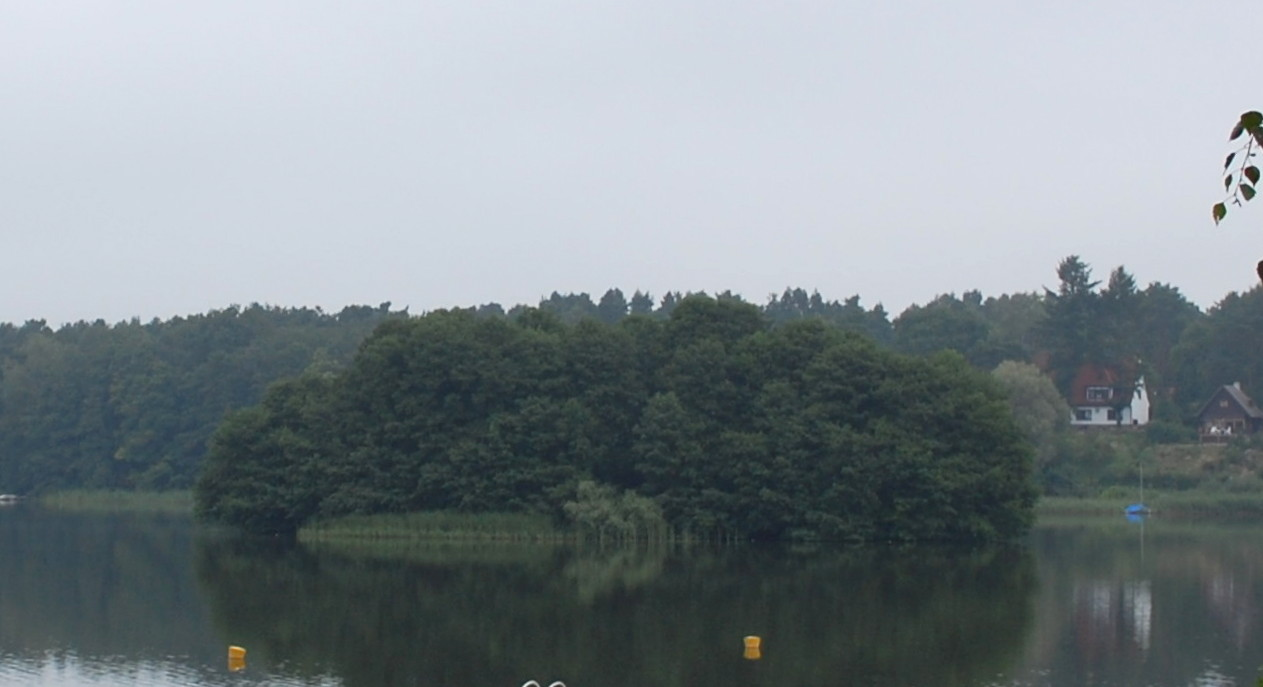
Liebesinsel im Templiner Stadtsee

Die Liebesinsel ist eine Insel im Templiner Stadtsee im Landkreis Uckermark in Brandenburg.
Sie befindet sich im südwestlichen Teil des Sees, nordöstlich vor der Stadt Templin. Die bewaldete Insel hat eine ovale Form. Ihre Ost-West-Ausdehnung beträgt etwa 80 Meter bei einer Breite in Nord-Süd-Richtung von ungefähr 30 Metern.
Koordinaten: 53° 8′ N, 13° 31′ O